# Brent Carter
Brent R. Carter (Oak Park, 28 september 1948) is een Amerikaans professioneel pokerspeler. Hij won onder meer het $1.500 No Limit Hold'em-toernooi van de World Series of Poker 1991 (goed voor een hoofdprijs van $166.800,-) en het $1.500 Pot Limit Omaha-toernooi van de World Series of Poker 1994 (goed voor $169.200,-).
Carter verdiende tot en met juni 2014 meer dan $3.100.000,- in pokertoernooien (cashgames niet meegerekend).

## Wapenfeiten
Carter maakte in 1986 zijn entree in de professionele pokerwereld door zowel het $500 Pot Limit Omaha-toernooi van de Triple Crown of Poker Classic in Las Vegas te winnen als het $500 Pot Limit Omaha-toernooi van Stairway to the Stars, ook in Las Vegas. Dat leverde hem in totaal bijna $50.000,- op. Vier maanden later speelde Carter zich op de World Series of Poker (WSOP) 1986 voor het eerst in het geld op dit evenemenent, met een derde plaats in het $1.500 No Limit Hold'em-toernooi. Het bleek de eerste in een reeks die op World Series of Poker 2008 belandde op zijn 45e WSOP-geldprijs (en 46e en 47e).
Carters hoogtepunten op de World Series of Poker waren zijn titels in 1991 en 1994. Hij had verschillende keren de kans om dat aantal nog te vergroten. Hij werd tweede in het $2.500 Omaha Pot Limit-toernooi van de World Series of Poker 1996 (achter Sam Farha), in het 1.500 Limit Omaha Hi/Lo-toernooi van de World Series of Poker 2000 (achter de Thaise speler Nat Koe) én in het $2.500 Pot Limit Omaha-toernooi van de World Series of Poker 2002 (achter Jan Vang Sørensen). Bovendien werd hij op de World Series of Poker 2006 ook voor de vierde keer derde in een WSOP-toernooi, waaronder een keer in het Main Event van de World Series of Poker 1995.
In december 2005 werd Carter 95e in het $15.000 Main Event - No Limit Hold'em van de Fourth Annual Five Diamond World Poker Classic in Las Vegas. Dat was de eerste keer dat hij zich naar een prijs speelde in een toernooi van de World Poker Tour (WPT), namelijk $24.150,-.

## Titels
Carter won ook meer dan 25 toernooien die niet tot de WSOP of WPT behoren. Hieronder zijn:
- het $200 Ace to Five Draw-toernooi van het Summer Poker Festival 1988 ($15.540,-)
- het $1.500 No Limit Hold'em-toernooi van Amarillo Slim's Superbowl Of Poker 1990 in Las Vegas ($87.000,-)
- het $1.000 Limit 7 Card Razz-toernooi van de Queens Poker Classic 1991 in Las Vegas ($26.800,-)
- het $2.500 Pot Limit Omaha-toernooi van de Hall Of Fame Poker Classic 1991 in Las Vegas ($114.000,-)
- het $1.500 Seven Card Stud-toernooi van de LA Poker Classic 1992 in Los Angeles ($19.575,-)
- het $500 Pot Limit Omaha-toernooi van de Queens Poker Classic V 1995 in Las Vegas ($47.800,-)
- het $1.000 Omaha 8 or Better-toernooi van Carnivale of Poker 1998 in Las Vegas ($59.600,-)
- het $300 Omaha Hi/Lo-toernooi van de World Poker Challenge 2005 in Reno ($15.018,-)
- het $500 Pot Limit Omaha-toernooi van het Southern Poker Championship 2009 in Biloxi ($79.284,-)
- het $300 Limit Omaha Hi/Lo-toernooi van Legends of Poker 2010 in Los Angeles ($10.359,-)

## WSOP-titels
| Jaar                       | Toernooi                | Prijs      |
| -------------------------- | ----------------------- | ---------- |
| World Series of Poker 1991 | $1.500 No Limit Hold'em | $166.800,- |
| World Series of Poker 1994 | $1.500 Pot Limit Omaha  | $169.200,- |